# Asbjørn Ruud
Asbjørn Ruud, norveški smučarski skakalec, * 6. oktober 1919, Kongsberg, Norveška, † 26. marec 1989, Oslo, Norveška.
Ruud je nastopil na Zimskih olimpijskih igrah 1948 v St. Moritzu, kjer je osvojil sedmo mesto na srednji skakalnici. Največji uspeh kariere je dosegel z osvojitvijo naslova svetovnega prvaka na Svetovnem prvenstvu 1938 v Lahtiju na veliki skakalnici.
Tudi njegova brata Birger in Sigmund sta bila smučarska skakalca.